# Musée de Picardie

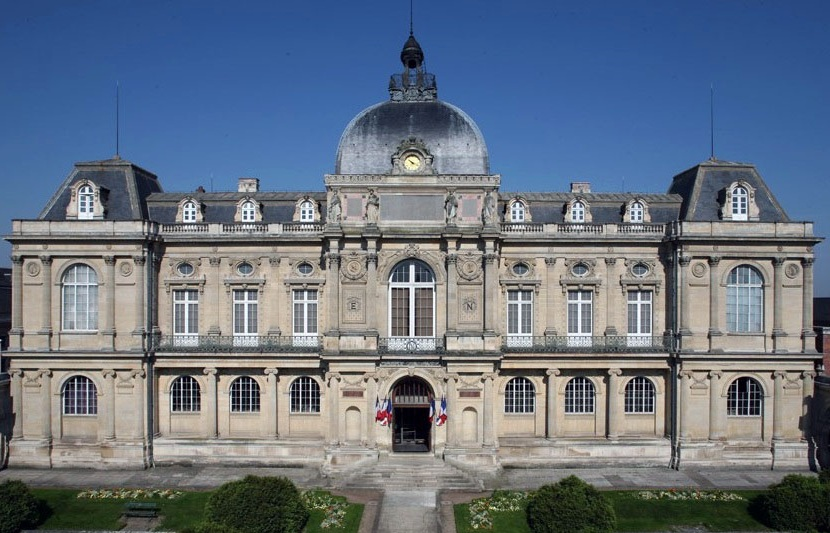
Musée de Picardie

Das Musée de Picardie in Amiens ist eines der wichtigsten und umfassendsten Regionalmuseen Frankreichs. Es ist seit dem Jahr 2002 als Musée de France klassifiziert; das Gebäude ist seit 2012 als Monument historique ausgewiesen.

## Lage
Das Museum ist in einem palaisartigen Gebäude des 19. Jahrhunderts circa einen Kilometer südwestlich der Kathedrale untergebracht. Das ihm beigeordnete Musée de l’Hôtel de Berny befindet sich in einem gesonderten Bau circa 200 Meter südlich der Kathedrale (49° 53′ 34″ N, 2° 18′ 9″ O).

## Geschichte
Im Jahr 1802 wurde anlässlich der Unterzeichnung des Vertrags von Amiens das Musée Napoleon eröffnet. In den Jahren 1855–1867 entstand der extra für diesen Zweck entworfene Museumsneubau, der noch heute genutzt wird. Die Besucherzahlen liegen bei ca. 50.000 pro Jahr.
2020 wurde das Museum wiedereröffnet, nachdem es zuvor wegen Renovierung für mehrere Jahre geschlossen war.

## Gliederung
- Im Untergeschoss findet sich die archäologische Abteilung, die ihrerseits wiederum in die Bereiche Vorgeschichte, Ägypten, Griechenland und gallorömische Kultur untergliedert ist
- Das Erdgeschoss präsentiert die Kunst des Mittelalters mit Werken aus dem 9.–15. Jahrhundert.
- Im Obergeschoss befindet sich eine umfangreiche Skulpturen- und Gemäldesammlung, die in der Mehrzahl Werke bedeutender europäischer Künstler des 17. bis 20. Jahrhunderts umfasst.

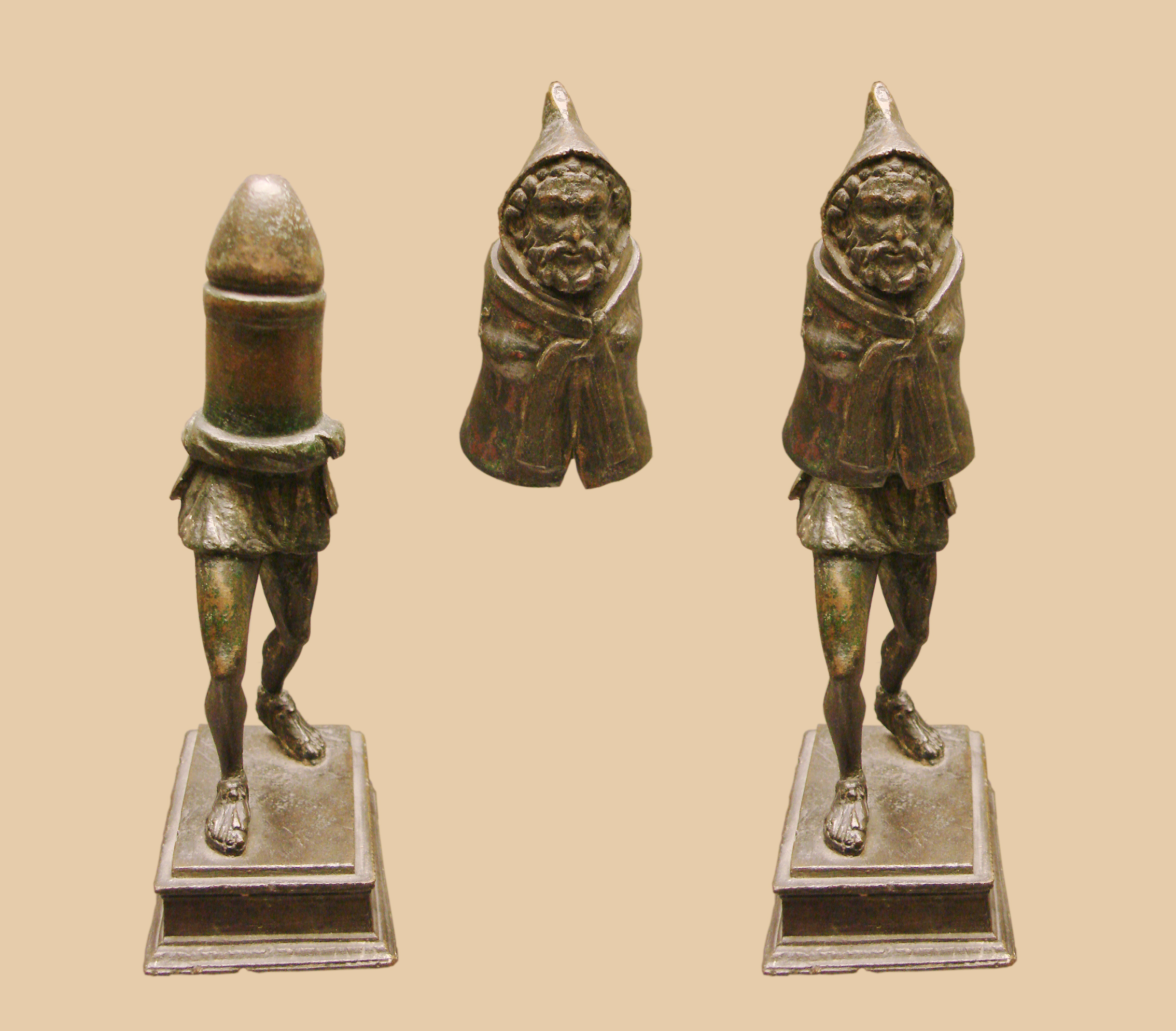
Priapus von Rivery (1. Jh.)
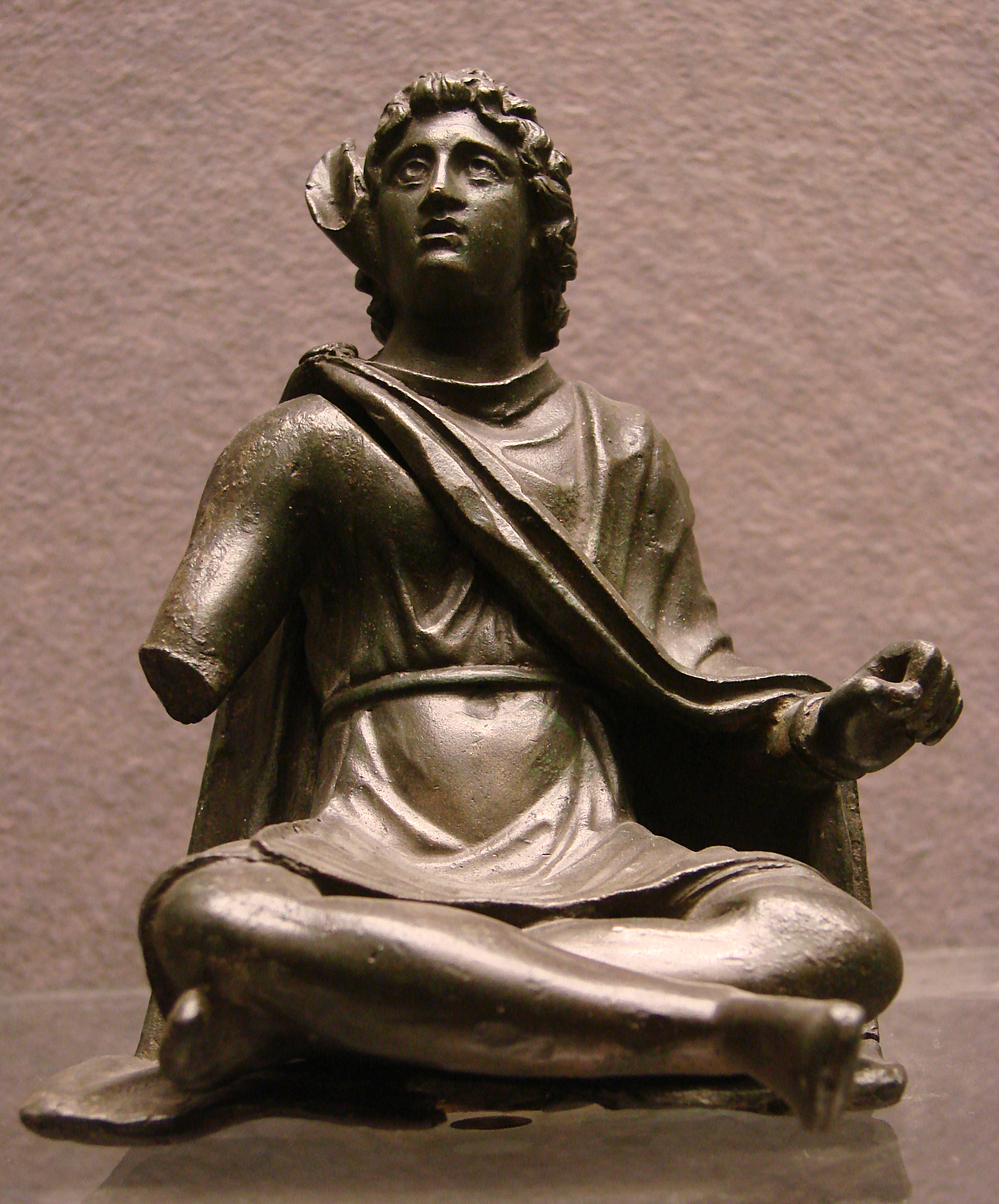
gallische Gottheit mit Hirschohr im Schneidersitz (1. Jh.)
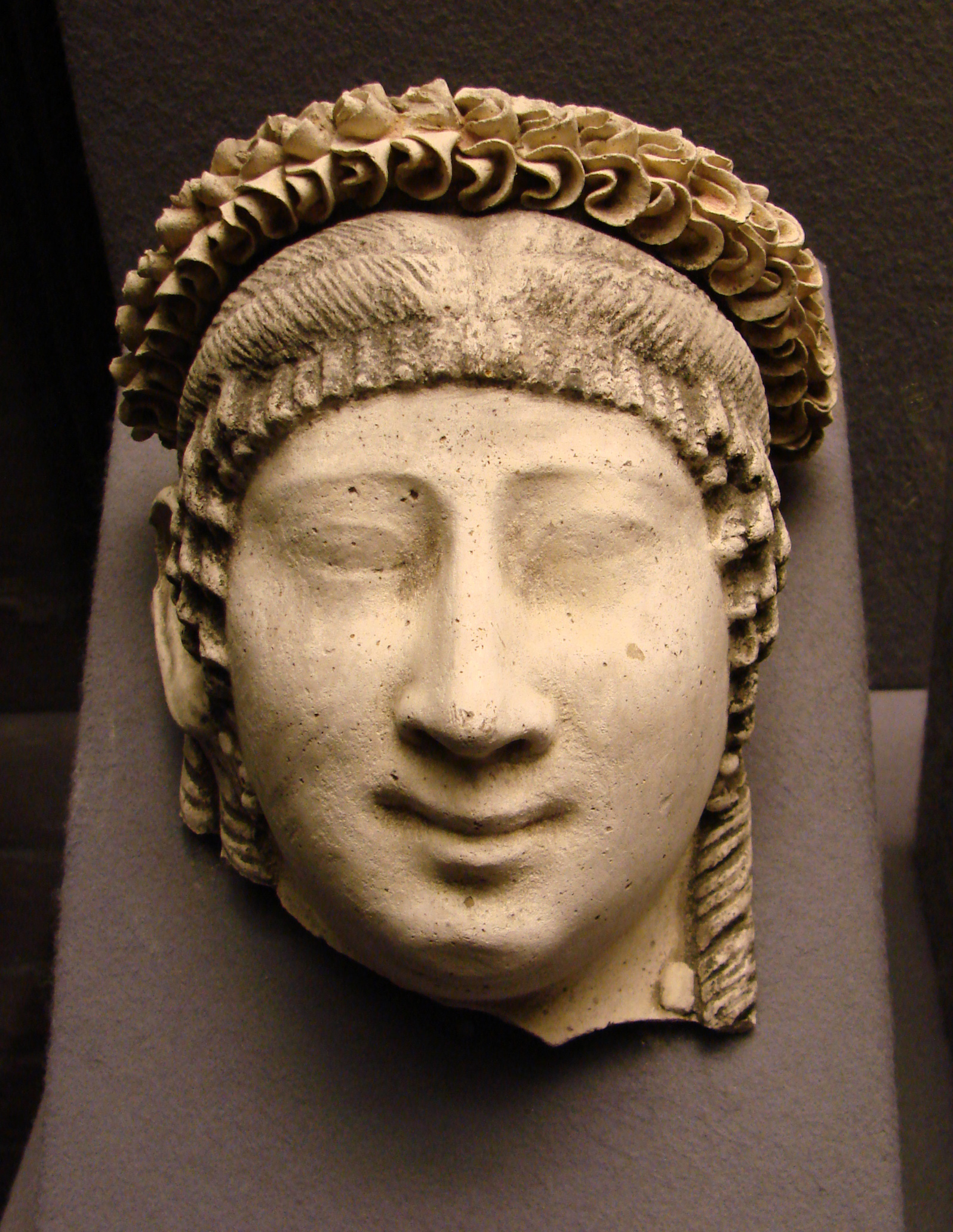
Ägyptische Totenmaske (2. Jh.)
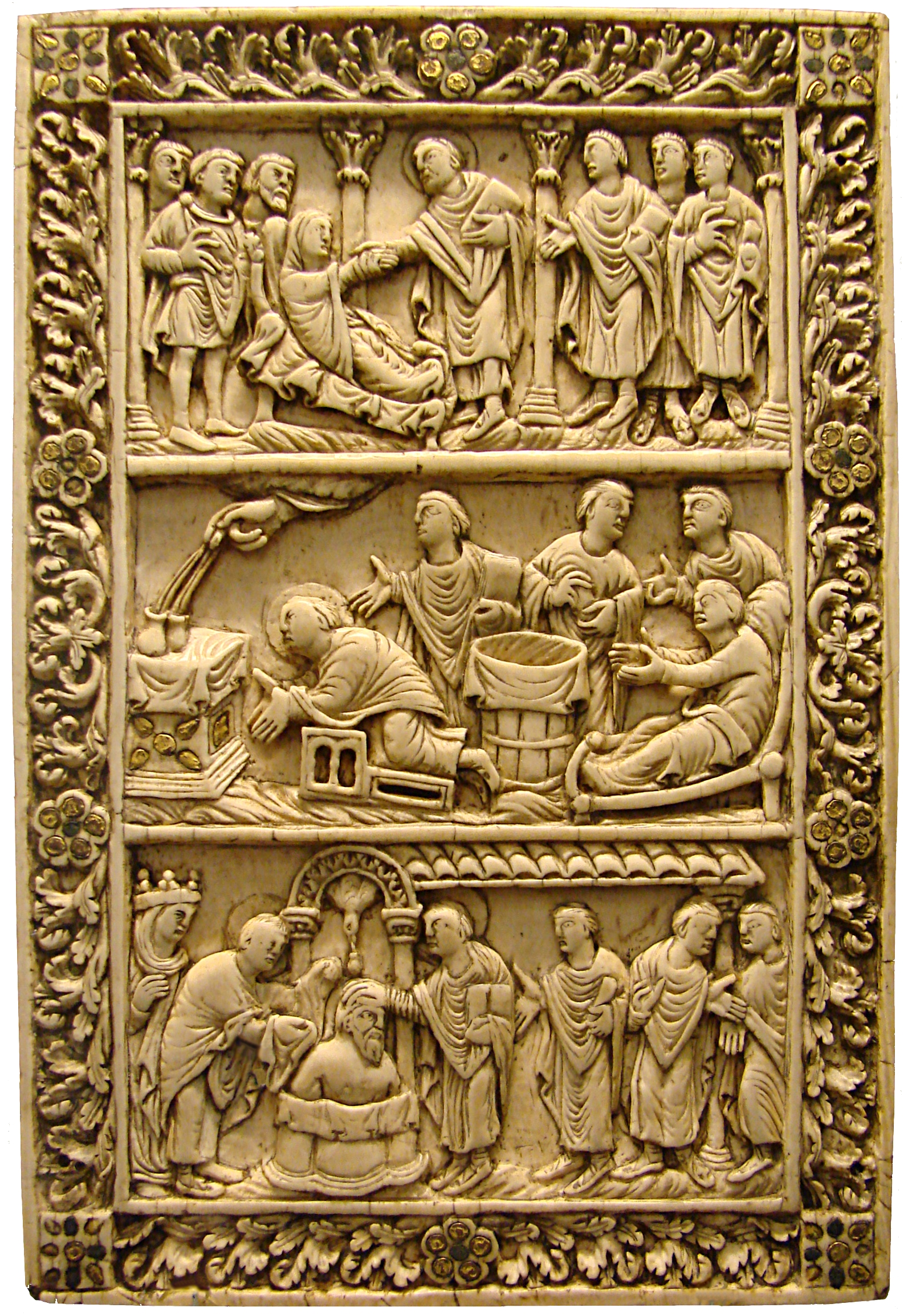
Taten des hl. Remigius von Reims (9. Jh.)
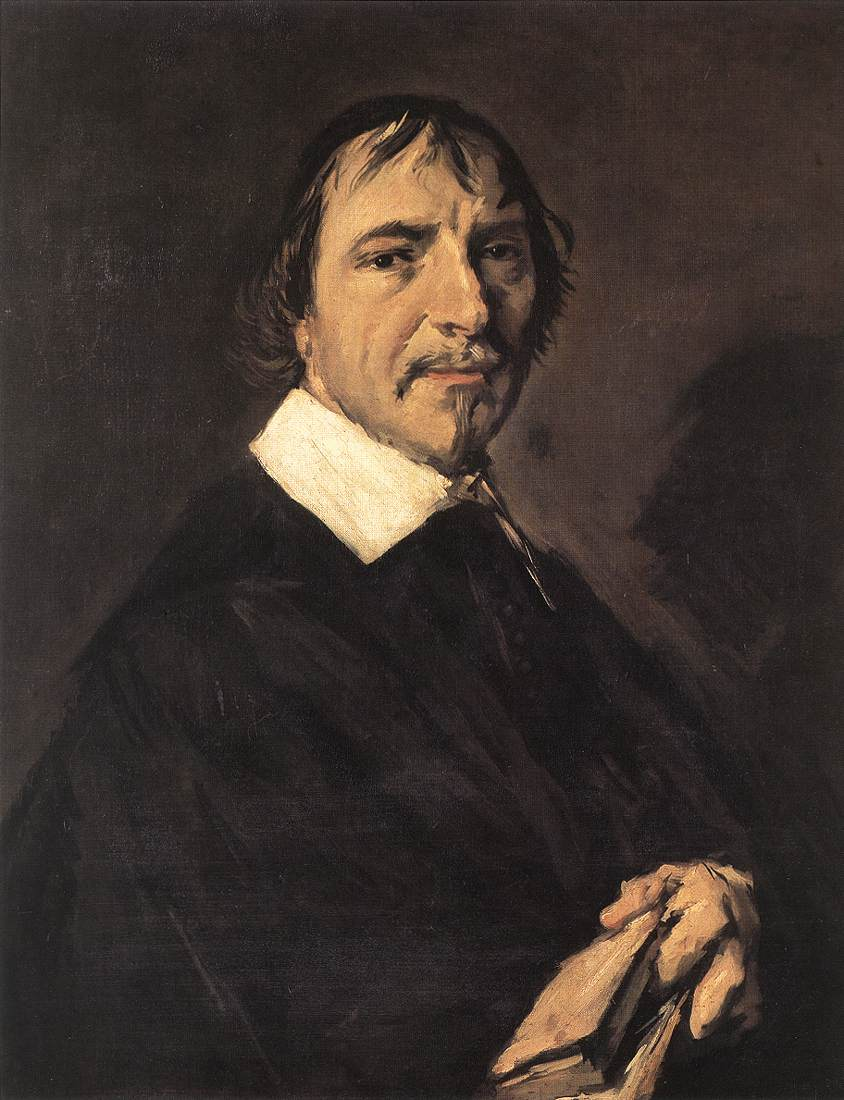
Frans Hals – Porträt Herman Langelius (um 1660)
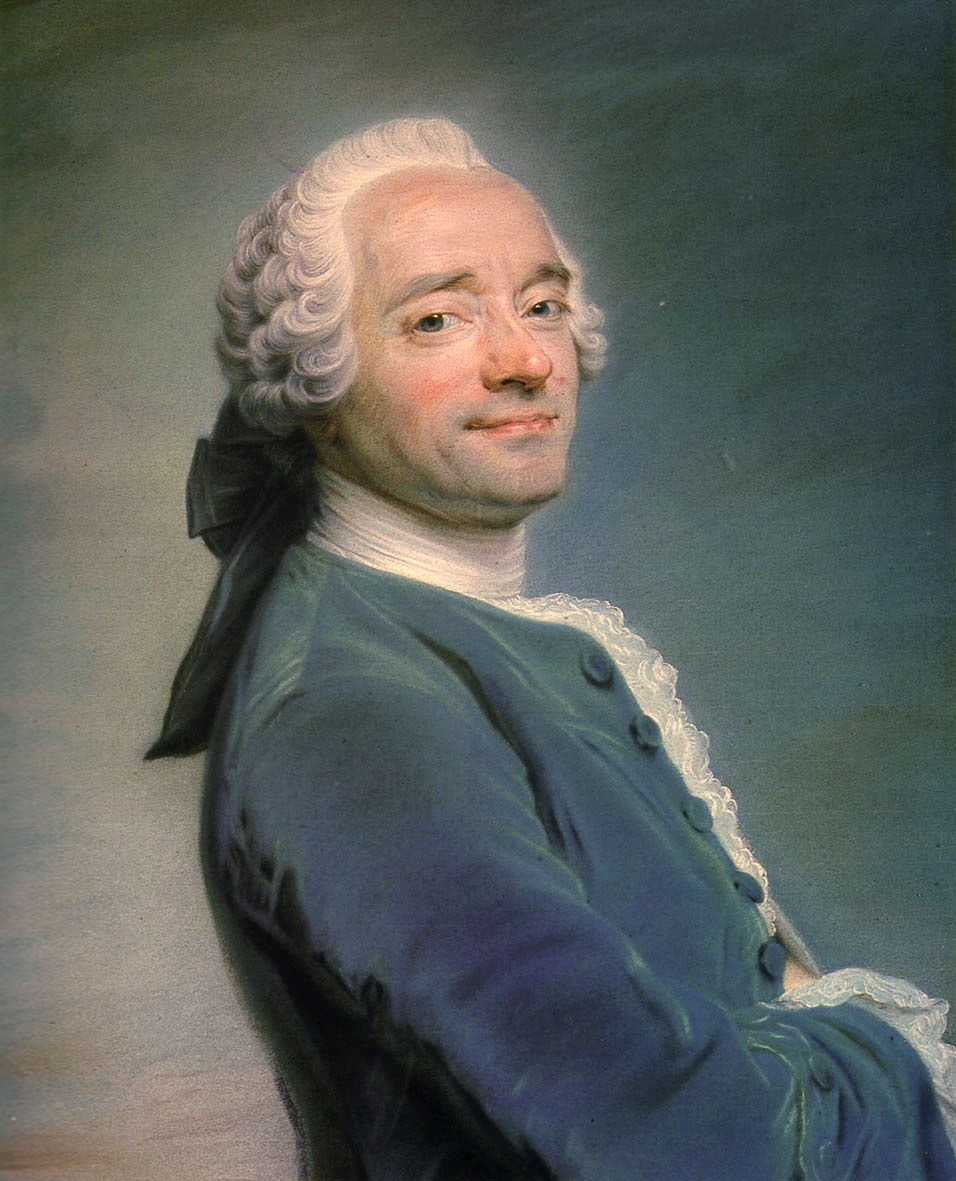
Maurice Quentin de La Tour – Selbstporträt (um 1750)

## Musée de l’Hôtel de Berny

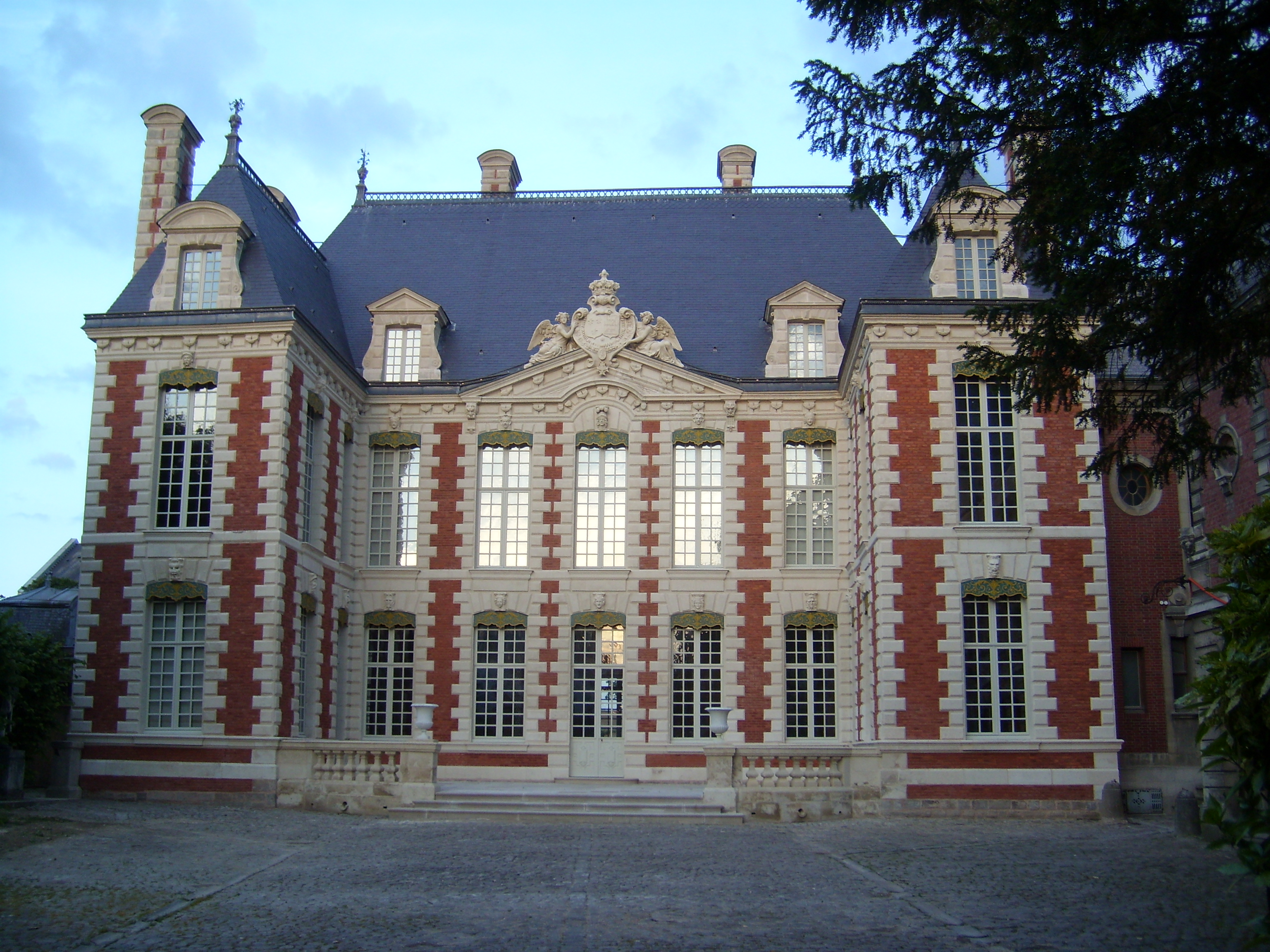
Musée de l’Hôtel de Berny

Der aus der ersten Hälfte des 17. Jahrhunderts stammende, aber im 18. und 19. Jahrhundert leicht veränderte äußerst elegante Natur- und Ziegelsteinbau (brique et pierre) im Stil Louis XIII gehörte ursprünglich dem Schatzmeister (trésorier) der Picardie und wurde der Stadt mitsamt einer umfangreichen regionalgeschichtlichen Möbel- und Bildersammlung im Jahr 1957 vom damaligen Eigentümer Gérard de Berny testamentarisch vermacht. Das Gebäude ist seit dem Jahr 1993 als Monument historique eingestuft.